# Заовражное (Липецкая область)
Заовражное — деревня Сотниковского сельсовета Краснинского района Липецкой области.

## История
Впервые отмечена в списке населённых мест 1862 г., как казенная деревня в 19 дворов.

## Население
| 1862 | 1926 | 1932 | 1997 | 2010 |
| ---- | ---- | ---- | ---- | ---- |
| 250  | ↘146 | ↗165 | ↘20  | ↘8   |